# Мозес Вайсва
Мозес Вайсва (англ. Moses Waiswa, нар. 20 квітня 1997, Кампала) — угандійський футболіст, півзахисник клубу «Кампала Сіті Каунсіл».
Виступав, зокрема, за клуби «Векше Юнайтед», «Вайперс» та «Суперспорт Юнайтед», а також національну збірну Уганди.

## Клубна кар'єра
У дорослому футболі дебютував 2016 року виступами за команду «Векше Юнайтед». 
Своєю грою за цю команду привернув увагу представників тренерського штабу клубу «Вайперс», до складу якого приєднався 2017 року. Відіграв за вакіську команду наступні три сезони своєї ігрової кар'єри.
У 2020 році уклав контракт з клубом «Суперспорт Юнайтед», у складі якого провів наступні два роки своєї кар'єри гравця. 
До складу клубу «Кампала Сіті Каунсіл» приєднався 2022 року.

## Виступи за збірну
2017 року дебютував в офіційних матчах у складі національної збірної Уганди.
| Дата      | Місто        | Господарі | Результат | Гості  | Турнір                                  | Голи | Примітки |
| --------- | ------------ | --------- | --------- | ------ | --------------------------------------- | ---- | -------- |
| 24-3-2019 | Дар-ес-Салам | Танзанія  | 3 – 0     | Уганда | Відбір до Кубка африканських націй 2019 | -    |          |
| Усього    |              | Матчів    | 13        |        | Голів                                   | 1    |          |